# Eric Berne
Eric Berne (n. 10 mai 1910, Montreal, Quebec - d. 15 iulie 1970, Carmel-by-the-Sea, California) a fost un psihiatru canadiano-american, cel mai cunoscut pentru crearea metodei analizei tranzacționale  și autor a mai multe cărți relevante pentru metoda creată de el, dintre care se detașează bestseller-ul Games People Play.

## Biografie timpurie
Născut la 10 mai 1910 ca Eric Lennard Bernstein în Montreal, Quebec, Canada într-o familie de evrei, Eric a avut o soră mai mică cu cinci ani, Grace.  Părinții lor au fost David, un doctor de familie și Sara Gordon Bernstein, scriitoare.
Tatăl său a contractat tuberculoză pe timpul când aceasta era incurabilă și a decedat când viitorul psiholog și psihanalist era tânăr.  După decesul tatălui, David, mama, Sara Gordon, a crescut singură pe cei doi copii.

## Educație, anii în Statele Unite
Eric Berne a studiat medicina la Universitatea McGill din Montreal, terminând în anul 1931 cu o diplomă de medic generalist.  Ulterior a continuat studiile la Universitatea Yale, unde a studiat psihiatria și psihanaliza.
A devenit cetățean al Statelor Unite în 1939, iar ulterior si-a schimbat legal numele în Berne, deși a folosit adesea pseudonime pentru a semna unele din articolele sale publicate.  A slujit pentru scurt timp în armată în timpul celui de-al doilea război mondial, pentru ca să se întoarcă apoi la studiile sale.

### Viață personală
Psihologul și psihanalistul a fost căsătorit de trei ori, de fiecare dată divorțând.  A avut patru copii, câte doi din primele două căsnicii.  A decedat în 1970, anul ultimului divorț, în urma unui atac de cord.

## Lucrări publicate
- The Mind in Action; 1947, New York, Simon and Schuster;
- The Structures and Dynamics of Organizations and Groups; 1961; (1984 Paperback reprint: ISBN 0-345-32025-5);
- Transactional Analysis in Psychotherapy; 1961; (1986 reprint: ISBN 0-345-33836-7);
- Sex in Human Loving; 1963;
- Games People Play: the Psychology of Human Relations; 1964 (1978 reprint, Grove Press, ISBN 0-345-17046-6); (1996 Paperback, ISBN 0-345-41003-3);
- The Happy Valley; 1968, Random House Publisher, ISBN 0-394-47562-3;
- A Layman's Guide to Psychiatry and Psychoanalysis (Paperback); 1975, Grove Press; ISBN 0-394-17833-5;
- What Do You Say After You Say Hello?; 1973; ISBN 0-553-23267-3;
- A Montreal Childhood; 2010, Seville (Spain), Editorial Jeder. ISBN 978-84-937032-4-0.